# Letucha malajská
Letucha malajská, resp. letuška indická (Galeopterus variegatus) je zvláštní noční savec z čeledi letuchovitých.

## Synonyma
- Cynocephalus variegatus
- Galeopithecus natunae
- Galeopithecus tellonis
- Galeopithecus variegatus
- Galeopterus abbotti
- Galeopterus lautensis
- Galeopterus variegates

## Popis
Letucha malajská má štíhlé tělo dosahující délky přibližně 40 cm, z toho ocas tvoří mnohdy více než polovinu.
Hmotnost je v rozmezí 0,9 – 2 kg. Hlava je malá, má malé zakulacené uši a tupý čenich a velké kulaté oči. V dolní čelisti mají zvláštní hřebínkovité řezáky. Jemná srst má hnědošedou barvu se světlejšími skvrnami na hřbetě. Nápadná je rovněž osrstěná blána táhnoucí se od krku přes končetiny až k ocasu sloužící jako padák umožňující letuše klouzavý let mezi stromy až na vzdálenost přesahující 100 m. Prsty jsou opatřeny ostrými drápky, díky kterým se udrží na kmenech a větvích stromů.

## Areál rozšíření
Státy jihovýchodní Asie, včetně Sundských ostrovů.

## Potrava
Letucha malajská je býložravá - žere ovoce, mladé výhonky rostlin, pupeny i některé květy.

## Rozmnožování
Letucha rodí velmi malá a nevyvinutá mláďata po 60 dnech březosti, podobně jako u vačnatců. Prvních 6 měsíců života mláďata žijí na matčině břiše. Ta je přenáší a chrání v jakémsi vaku, který vytvoří stočením ocasu a létací blány. Mláďata rostou velmi pomalu, teprve ve dvou nebo třech letech dorostou do plné velikosti.